# Ени Чепман
Ени Чепман (енгл. Annie Chapman; 1841. - 8. септембра 1888) је друга жртва познатог лондонског серијског убице Џека Трбосека.

## Биографија
Рођена као Елиза Ан Смит 1841, удата за Џона Чепмана 1869. и мајка две девојчице, убијена је 8. септембра 1888. у стражњем дворишту Ханбјури улице бр. 29. Њено тело је кремирано 14. септембра исте године. Њено тело је пронађено у лежећем положају на земљи, пререзаног врата и скоро потпуно обезглављено. Трбух је био отворен, црева су остављена на десном рамену жртве, док су вагина, материца и две трећине мокраћне бешике биле некуд однесене. Код њених ногу пронађено је неколико новчића и коверат који је био адресиран на 20. август. 
Један очевидац, који је живео у згради, рекао је да је чуо неку жену како виче „не“, али је признао да се није усудио да погледа кроз прозор. Сутрадан, једна девојчица је испричала полицији да је видела неколико кућа одатле локву крви: полицајци су закључили да се вероватно ради о трагу који је убица оставио за собом носећи органе жртве. 
Неколико дана касније полицајци су у кварту ухапсили једног месара, Јеврејина, Џона Пизера, на основу кожне кецеље пронађене на месту злочина. Врло брзо је, међутим, установљено да тај комад коже нема никакве везе са злочином: припадао је једном од станара те зграде који га је опрао и оставио ту да се суши. Пизер је ипак задржан у притвору два дана, што је дало времена полицији да га оправда у очима гомиле која је била спремна да га линчује.
Од тада па надаље убица је оквалификован као полудели фанатик или сексуални манијак који нема никакво знање о анатомији. Неколико очевидаца је само потврдило да је видело жртве у разговору са извесним човеком који је носио црни коферчић у руци и који је на глави имао цилиндар.